# Buste en or de Marc Aurèle
Vous lisez un « bon article » labellisé en 2021.
Le buste en or de Marc Aurèle est un buste en or retrouvé le 19 avril 1939 à Avenches, commune vaudoise de l'ouest de la Suisse. Haut de 33,5 centimètres et lourd de 1,6 kilogramme, c'est l’un des plus grands bustes d’un empereur romain en métal précieux connus et il est considéré comme une des découvertes archéologiques les plus importantes de Suisse.
Découvert par hasard lors d'une fouille des canalisations du sanctuaire du Cigognier d'Aventicum, le buste est gardé par sécurité à la Banque cantonale vaudoise de Lausanne ; une copie fait partie de l'exposition permanente du musée romain d'Avenches. L'original n'est exposé qu'une douzaine de fois dont notamment lors de deux expositions avenchoises, en 1996 et 2006. Le buste semble avoir été créé par un orfèvre de la région d'Aventicum, bien que la rareté des bustes antiques en métaux précieux empêche une analyse claire de son style.
Initialement interprété comme étant l'empereur Antonin le Pieux, le buste est le plus souvent considéré comme représentant son successeur, Marc Aurèle, dans les dernières années de sa vie. L'interprétation du buste, réalisée en étudiant les portraits d'empereurs romains à partir de la numismatique d'époque et des bustes d'empereurs, est cependant contestée par Jean-Charles Balty, qui pense que le buste représente l'empereur Julien.

## Histoire

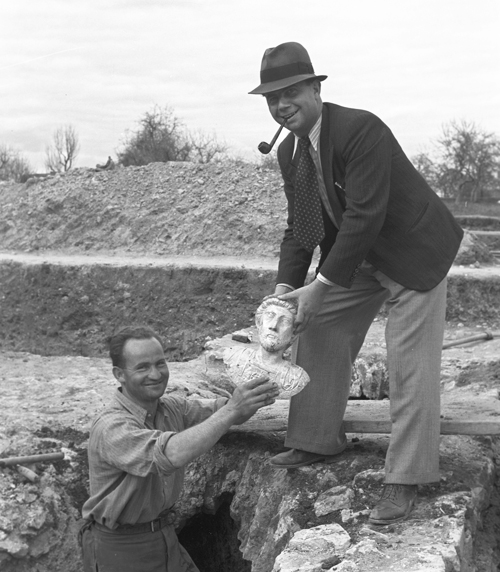
Découverte du buste en or en 1939.

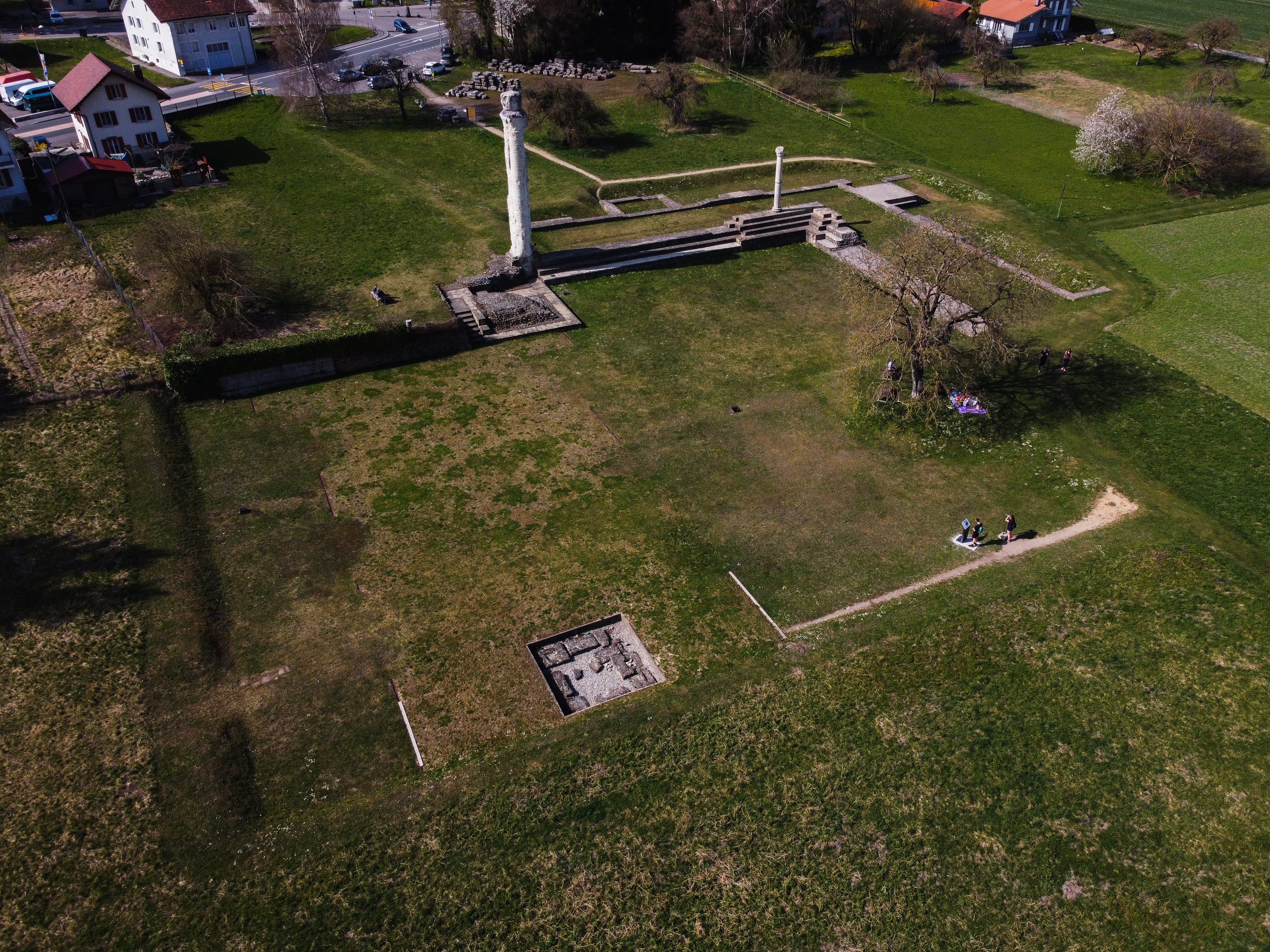
Le site du sanctuaire du Cigognier, où le buste a été retrouvé en 1939.

Le buste en or est découvert le 19 avril 1939 à Avenches par des chômeurs de Lausanne participant à un programme d'occupation en partie organisé par l'association Pro Aventico qui gère le patrimoine antique d'Avenches. Ils sont alors sous la direction de l’archéologue cantonal Louis Bosset, du conservateur du musée romain d'Avenches Jules Bourquin et du directeur scientifique du chantier André Rais depuis le 21 octobre 1938 ; leur mission consiste principalement à révéler les contours du bâtiment rattaché à la colonne du Cigognier. C'est lors des fouilles de l'égout numéro 1 du site qu'un travailleur heurte un objet métallique avec sa picoche ; le buste se trouve dans une canalisation, enfoui dans du limon et des terres noires, il est presque entièrement recouvert de calcaire. Pesant environ 1,6 kg lors de sa découverte, le buste est la plus grande découverte d'or faite en Suisse, il est ainsi immédiatement breveté par un notaire,.
Le buste est exposé sur le site du Cigognier les jours qui suivent la découverte. La nouvelle se répand très vite en Suisse, et le buste est déplacé à la banque tous les soirs afin de prévenir un vol. Des visiteurs se déplacent de tout le pays pour l'admirer, et des journaux du monde entier, tels que The New York Times ou The Illustrated London, en parlent. Entre le 21 et le 26 août 1939, le buste est exposé à Berlin dans le cadre du sixième congrès international d’archéologie classique. Il est ensuite prêté au Kunsthaus de Zurich durant l'été 1939 avant d'être envoyé au Musée national suisse pour être restauré. Là, trois copies en plâtre sont réalisées pour les expositions du Musée national suisse, du musée monétaire cantonal de Lausanne et du musée romain d'Avenches.
Avant le retour du buste à Avenches, les dispositifs de sécurité du musée romain d'Avenches sont évalués à la demande du Département de l'instruction publique et des cultes. Comme ils sont jugés insatisfaisants, c'est la copie qui est exposée. L'original est quant à lui placé à la Banque cantonale vaudoise de Lausanne. Cette décision s'avère être la bonne, puisque deux copies du buste ont depuis été volées lors de cambriolages, en novembre 1940 et en juillet 1957.
Depuis son prêt au Kunsthaus de Zurich, le buste en or de Marc Aurèle n'a été exposé qu'à de rares occasions : en 1985 au Musée Schnütgen de Cologne, en 1991 au Musée national suisse de Zurich, en 1991-1992 au musée d'histoire de Berne, en 1992 et 1996 au musée d'Art et d'Histoire de Genève, de 1993 à 1997 au musée cantonal d'archéologie et d'histoire de Lausanne, en 1995 au musée national hongrois à Budapest, en 2003-2004 au musée national du Danemark à Copenhague, en 2018 au palais de Rumine de Lausanne et en 2023-2024 à la villa Getty de Malibu. Il figure pour la première fois au musée romain d'Avenches en 1996 pour une exposition appelée « Bronze et or », puis constitue la pièce centrale de l'exposition temporaire de 2006,,,. Une copie du buste fait partie de l'exposition permanente du musée, au deuxième étage.

## Lieu de découverte
Le buste est découvert sur le territoire d'Aventicum de la commune d'Avenches. Située dans le district de la Broye-Vully, dans le canton de Vaud, Avenches se trouve à 478 mètres d'altitude sur une colline isolée au sud de la plaine de la Broye, à 51 km au nord-est de Lausanne et 29 km au sud-ouest de Berne. Aventicum est l'ancêtre d'Avenches, et se situe sur les flancs de la colline d'Avenches. Durant sa période faste, au Ier siècle apr. J.-C., cette colonie romaine compterait environ 20 000 habitants et représente la capitale administrative et politique de l'Helvétie. Aventicum est considérée comme un des sites archéologiques les plus riches de Suisse et fait l'objet de fouilles systématiques depuis la constitution de l'association Pro Aventico en 1885,.
« Sombre époque où nos campagnes connurent la menace et la réalité de l'invasion. Les deux premières décades (260—280) en sont les plus tragiques: la première vague de l'invasion alamane déferle alors sauvagement sur le plateau suisse. Aventicum fut saccagée. De nombreux trésors enfouis un peu partout à l'approche des barbares sont le témoignage muet, mais expressif, de ces sauvages razzias. »
Le territoire d'Aventicum, qui couvre 228 hectares, comprend entre autres un théâtre, des thermes, un amphithéâtre et un temple,. C'est sur le site de fouilles de ce dernier, baptisé « sanctuaire du Cigognier », que le buste est retrouvé. Une analyse dendrochronologique des pieux de fondation du sanctuaire a permis de dater sa construction à 98 apr. J.-C.. Alors que l'empereur Vespasien a élevé Aventicum au rang de colonie 20 ans plus tôt, c'est probablement pendant le règne de Trajan que le temple est édifié,.
Au niveau archéologique, le site d'Aventicum diffère de beaucoup d'autres par le fait qu'une quantité inhabituelle d'objets en bronze y a été retrouvée. En effet, la cité est pillée lors d'une invasion alamane au IIIe siècle, et il semble alors que beaucoup d'habitants, pris par surprise, n'ont pas eu le temps de mettre leurs biens en sûreté ; ils auraient ainsi privilégié les sols comme cachettes, et des incendies ont peut-être également contribué à l'ensevelissement d'objets précieux.
Le nom « sanctuaire du Cigognier » tient son origine d'un nid de cigognes présent sur la seule colonne encore debout de l'édifice. L'appellation apparaît pour la première fois en 1642, sur une gravure de Matthäus Merian, et le nid est déplacé en 1978 lors de la restauration de la colonne. Aventicum et Avenches tiennent quant à eux leur nom de la déesse celte Aventia (ou Avencia).

## Technique de fabrication

### Original
Le buste a été travaillé à partir d'une seule feuille d'or en forme de disque, selon la technique du repoussé, et ce bien que sa taille laisse penser qu'il aurait dû être réalisé à partir de plusieurs feuilles,. En 1940, l'archéologue suisse Paul Schazmann a déclaré qu'il était « […] presque incroyable qu'un ouvrage de cette taille consiste en une seule pellicule […] ». Cette théorie a souvent été mise en doute, mais toutes les analyses conduites amènent à cette même conclusion. Il n'a pas non plus été fondu, comme le prouve sa faible épaisseur ; le buste ayant pris forme en étant martelé, son épaisseur varie selon le niveau de travail aux différents endroits de sa surface,. Une analyse tomographique conduite en 2016 démontre que l'artisan a commencé son travail par la partie la plus étroite du buste, le cou, et l'a terminé par le torse. Le buste est fait à partir de 92 % d'or 22 carats, et contient également 2 à 3 % d'argent et 2 à 3 % de cuivre,. Selon un poids total de 1 589,07 grammes, le buste a un volume de 82,25 cm3.

### Copies
Les premières copies du buste sont réalisées en plâtre en novembre 1939. Les parois de ces bustes font alors 3 mm, et la dorure est réalisée à la feuille. Une copie en plâtre datant de 1941, encore exposée au musée monétaire cantonal de Lausanne en 2006, présente un état de conservation mauvais et laisse deviner le rouge de la couche appliquée au buste avant la dorure. Selon Anne de Pury-Gysel, directrice des travaux sur le site d'Aventicum, « la correspondance au sujet de la commande de ces copies […] montre bien à quel point la question des droits de reproduction et de distribution faisait déjà l’objet de discussions ».
Une seconde série de copies est réalisée dans les années 1970 en résine Betacryl. La longévité de ces copies est également questionnée par de Pury-Gysel car, au fil du temps, la décomposition des bustes crée de petits boutons noirs à la surface. En 1992, de nouvelles copies sont faites à l'occasion de l'exposition « L'or des Helvètes » à Zurich. Trois modèles sont alors créés par galvanoplastie, avec un moule en silicone. Dix ans plus tard, le gouvernement vaudois s'aperçoit que le moule est déjà en état de décomposition. Il paraît dès lors crucial de produire un moule durable de manière à éviter, en cas de perte de l'original, de perdre également toute possibilité de réaliser des copies. Walter Frei, conservateur au Musée national à Zurich, est l'auteur de cette « empreinte » en silicone réalisée en 2003.

## Description
Le buste est haut de 33,5 centimètres et large de 29,46 centimètres. L'épaisseur de sa paroi varie entre 0,24  et   1,4 mm, tandis que ses proportions sont d'environ trois quarts par rapport à un homme adulte,.
La tête du buste est droite, de face, et présente ainsi un aspect symétrique et rigide peu commun des bustes antiques, les bustes en marbre étant généralement tournés légèrement d'un côté. Une comparaison avec un buste de Marc Aurèle conservé au musée du Louvre, notamment au niveau des sourcils, montre que le buste en or aurait été réalisé en miroir ; ses proportions sont inversées de gauche à droite. Les différentes parties du buste s'inspirent de modèles d'époques différentes, comme le montre par exemple son étroitesse qui rappelle des œuvres de 100 apr. J.-C.. Les cheveux du buste sont courts et ondulés, un style datant du Ier siècle apr. J.-C. et en désaccord avec ce qui est connu de Marc Aurèle. Le menton du buste est quant à lui légèrement triangulaire, avec un crâne très rond et un grand front alors que Marc Aurèle est généralement montré avec un visage plus vertical et rectangulaire.
Le buste représente un homme âgé et barbu, avec deux rides horizontales sur le front et des cernes sous les yeux. Le regard hébété du buste lui confère une expression solennelle retrouvée le plus souvent sur des œuvres posthumes. L'œil gauche est légèrement plus haut que le droit, le nez possède de larges narines et la bouche est étroite. Le cou est lisse et dépourvu de musculature ou de rides. Le buste porte trois couches d'habits, dont une cuirasse romaine ornée en son centre d'une Gorgone et, sur l'épaule gauche, d'un paludamentum originellement tenu par une broche, qui a disparu et qui devait être formée d'une pierre précieuse,,.
- Détails du buste[a].

Détails du buste.
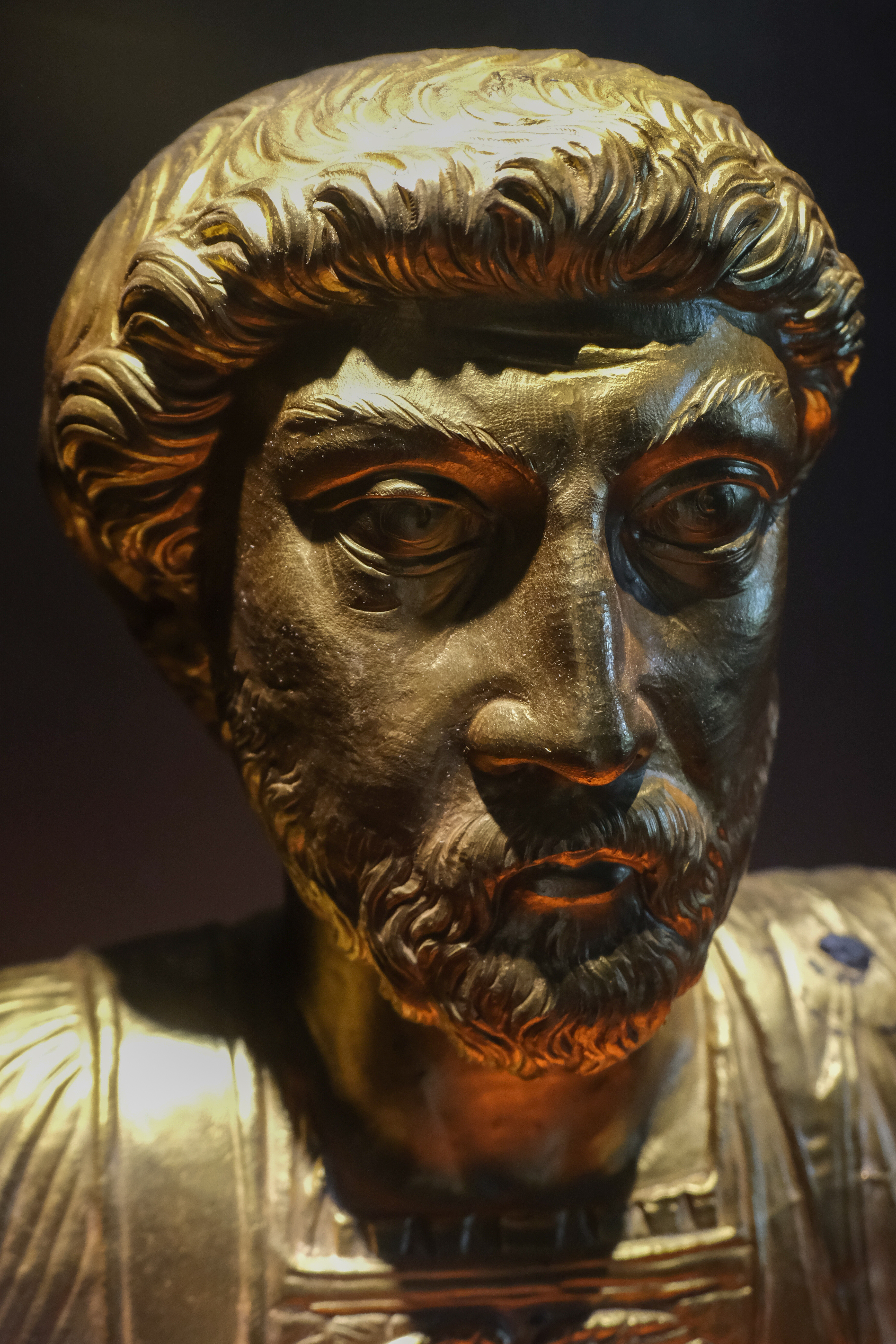
Visage.
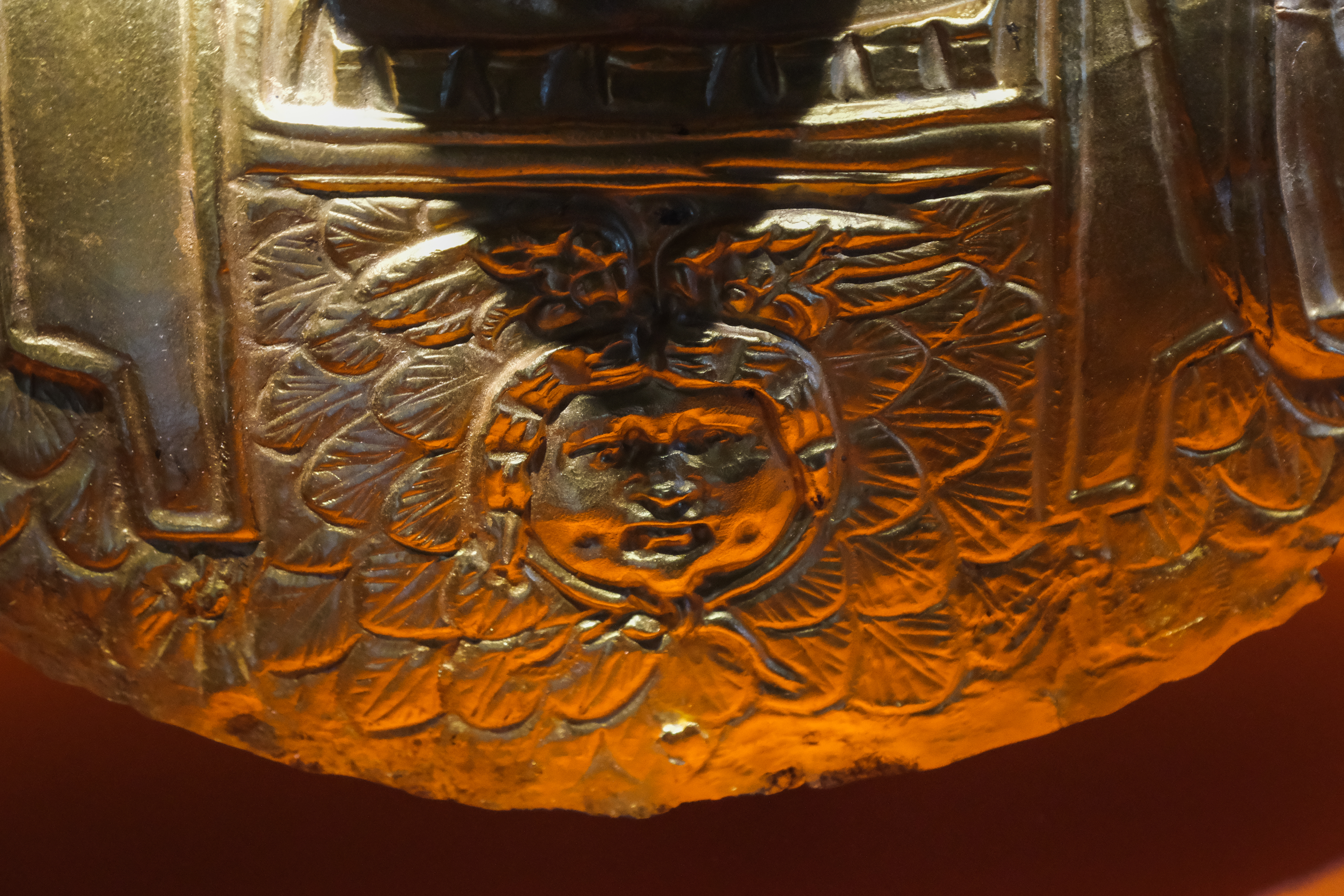
Gorgone et centre de la cuirasse.
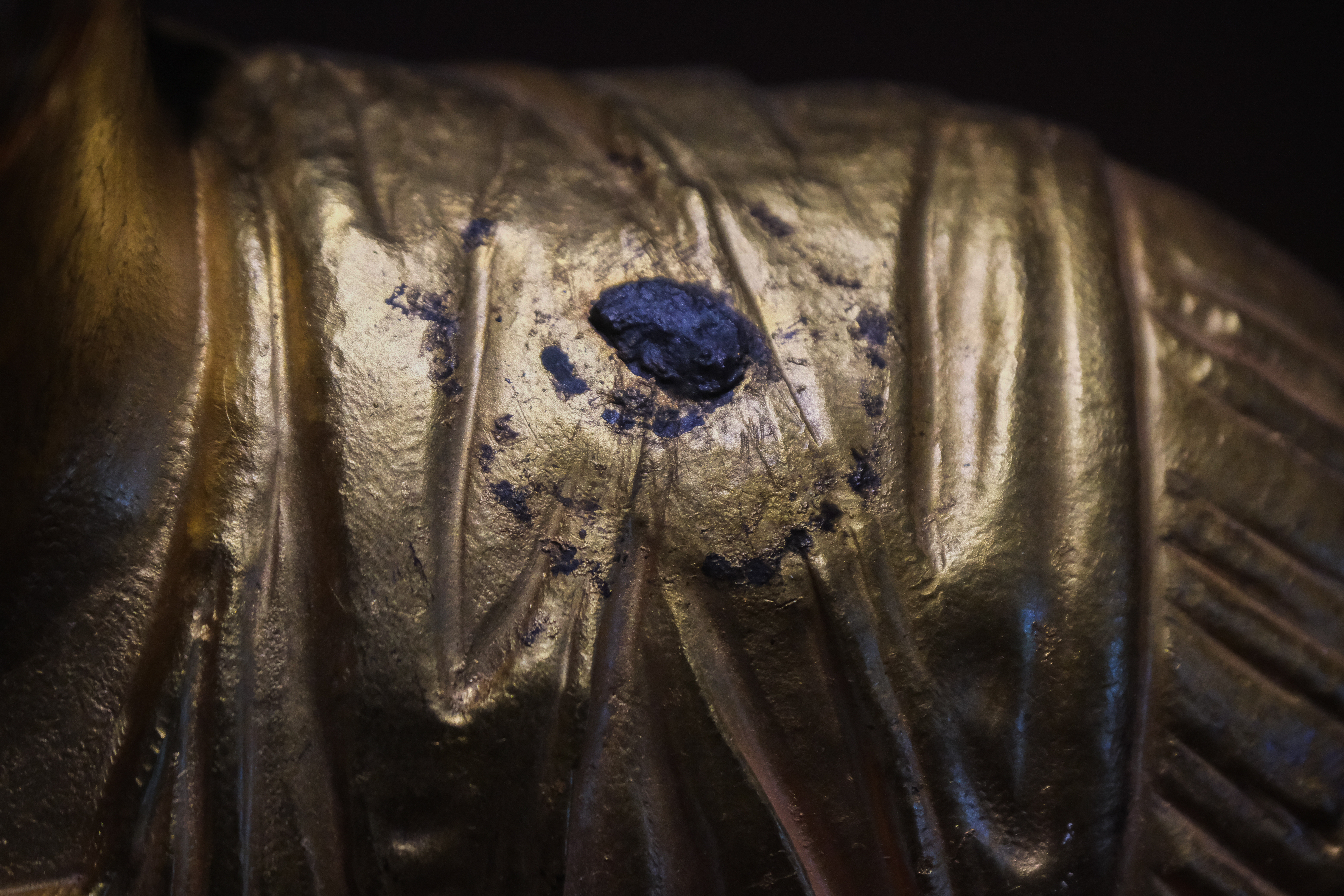
Trace de la broche disparue sur l'épaule gauche.
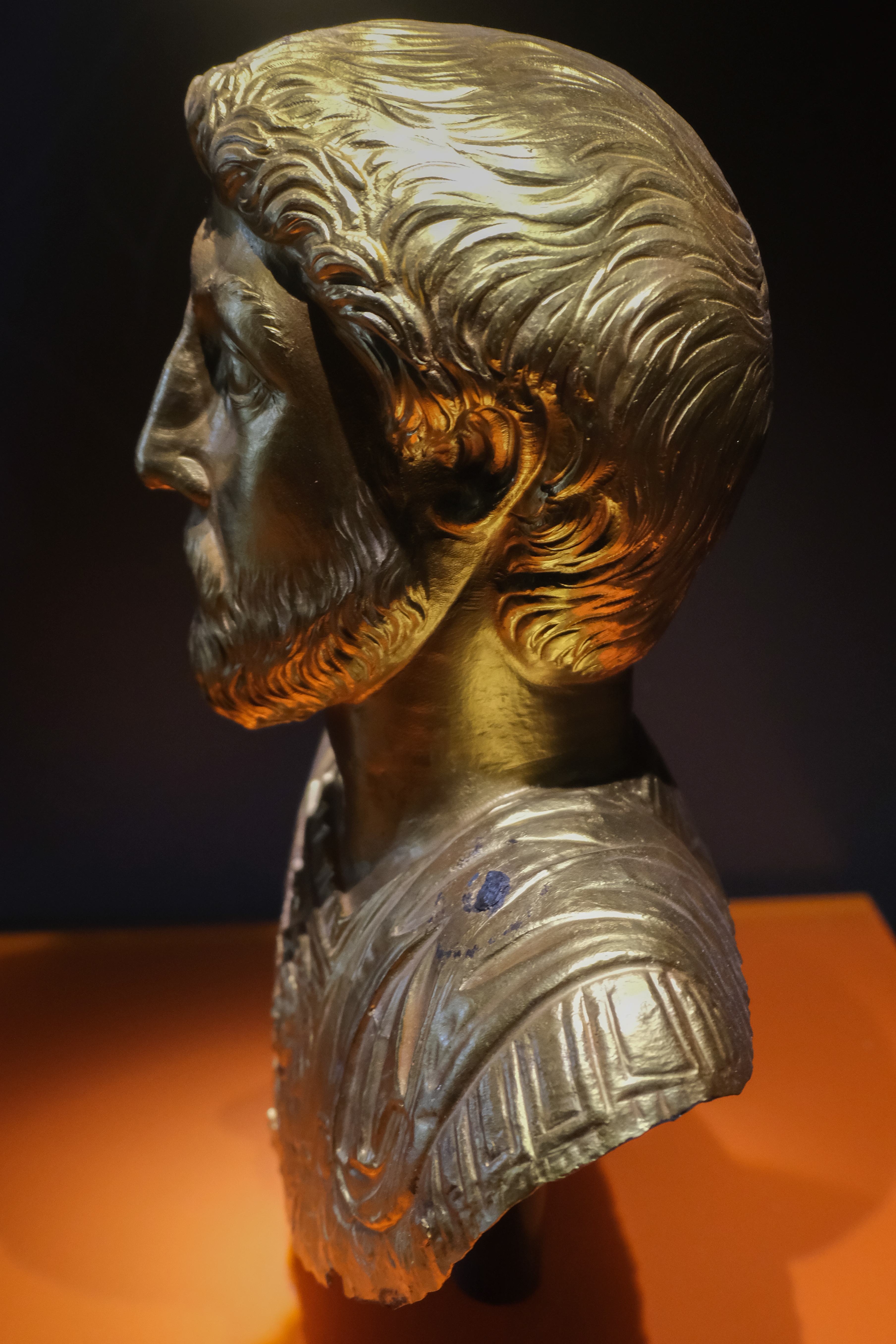
Vue de profil.
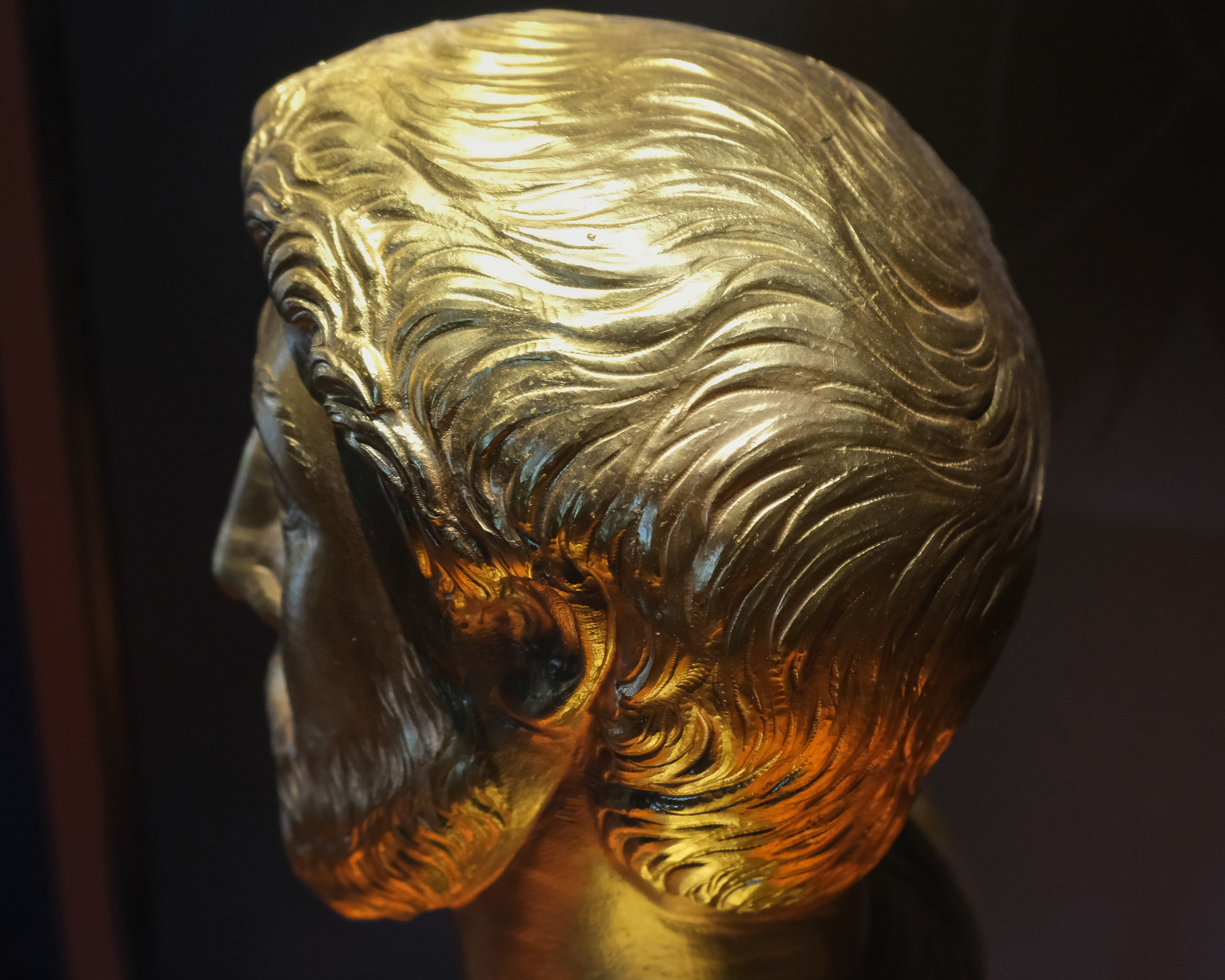
Arrière de la tête.

Lors de sa découverte, le buste est marqué à plusieurs endroits. Une balafre sur sa joue droite ainsi qu'un enfoncement à l'arrière de la tête, corrigés lors de la restauration du buste, lui ont probablement été infligés durant son excavation. Des fissures à l'arrière de la tête et dans les cheveux, un trou au sommet et une partie arrachée sous l'épaule gauche sont par contre d'origines inconnues,,.
- Dégâts antérieurs à la découverte[a].

Dégâts antérieurs à la découverte.
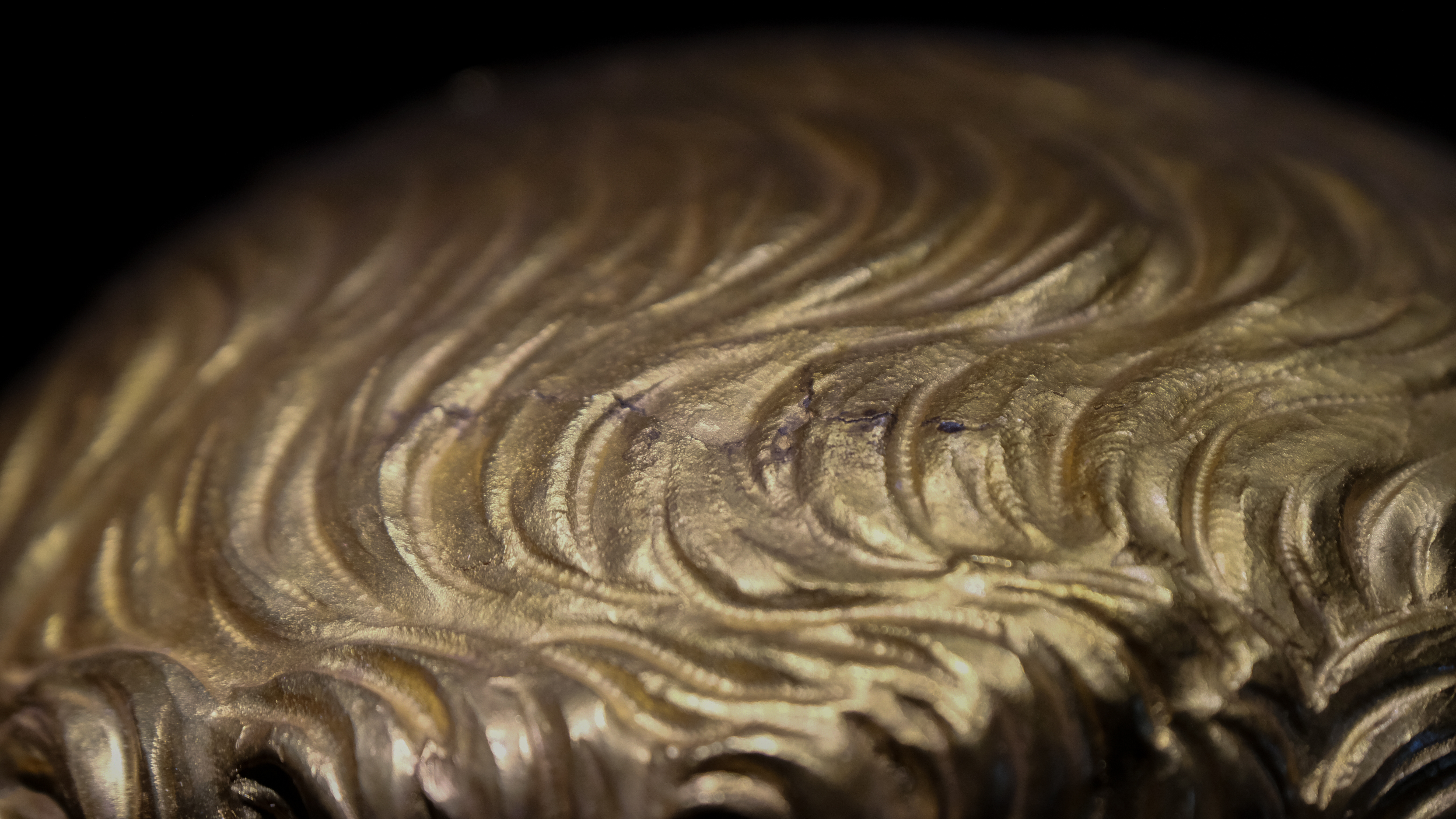
Fissures dans les cheveux.
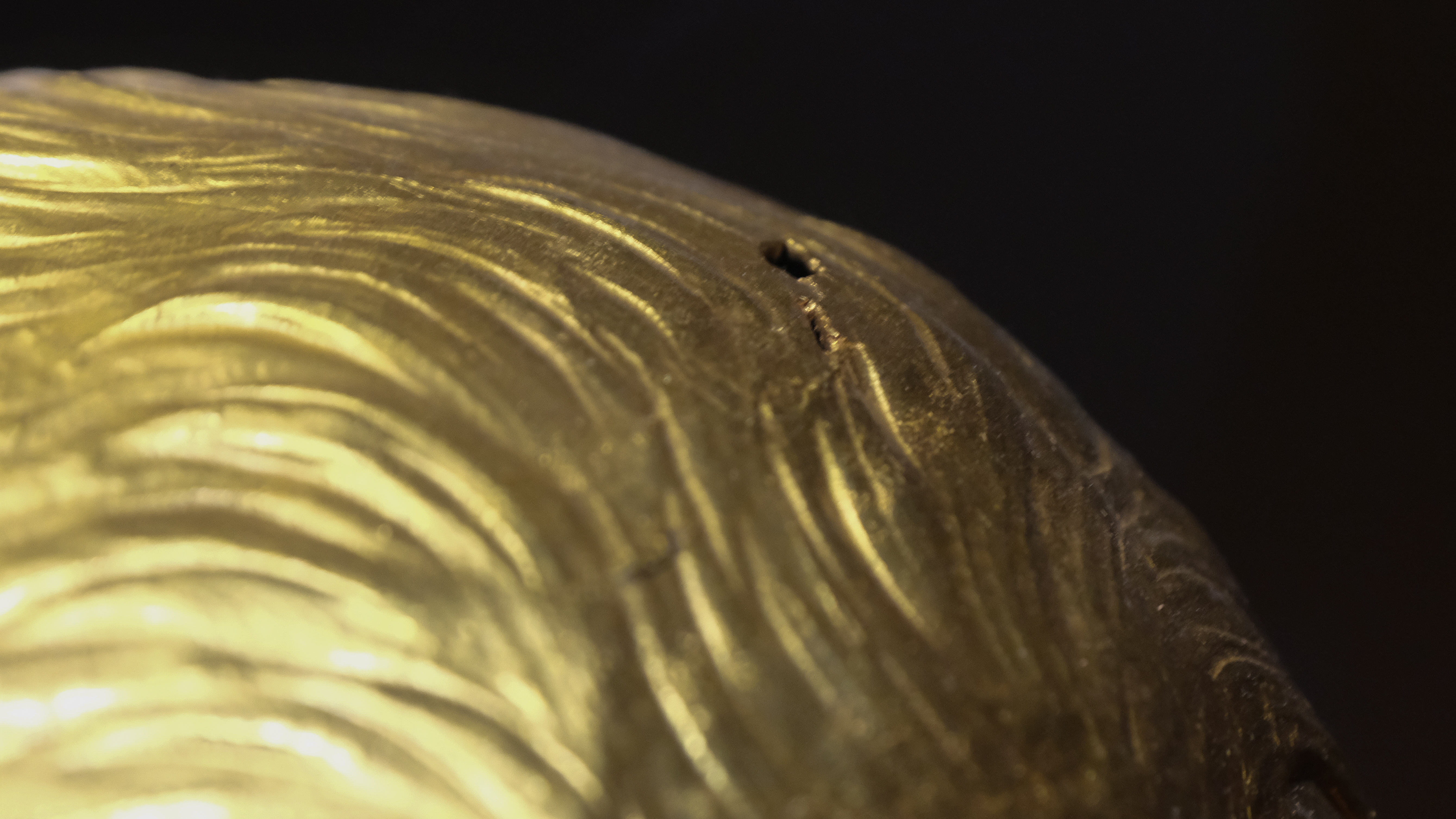
Trou sur le dessus de la tête.
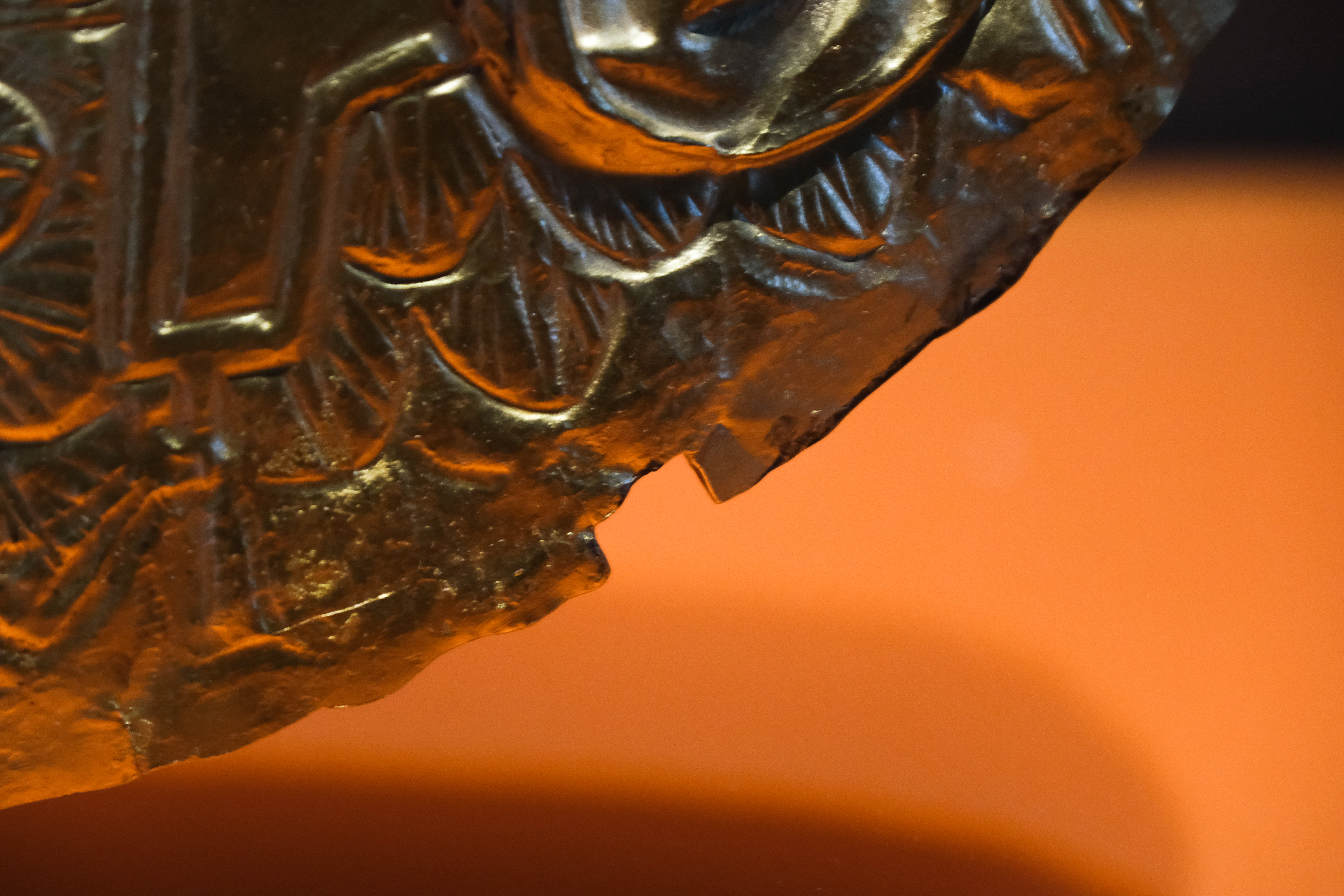
Partie arrachée sous l'épaule gauche.

## Interprétations

### Identification
Lors de sa découverte et durant les mois qui la suivent, le buste est identifié comme représentant Antonin le Pieux. C'est Paul Schazmann, en 1940, qui voit le premier une ressemblance plus frappante avec Marc Aurèle, le fils adoptif et héritier d'Antonin.

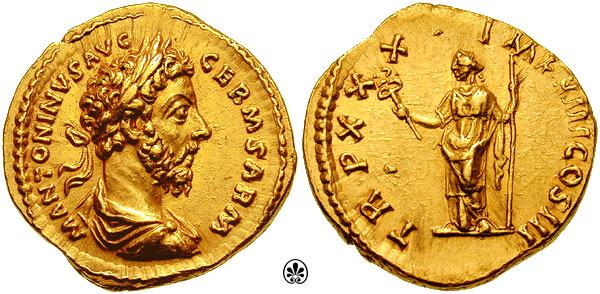
Aureus de Marc Aurèle daté de 176.

Pour venir à cette conclusion, Schazmann concentre ses recherches sur plusieurs empereurs romains, puisque, à cette époque, l'or ne peut être utilisé que pour des représentations impériales. Il étudie alors la monnaie romaine et les statues antiques d'empereurs, tout en sachant que, au Ier siècle, ces derniers ne portent pas encore la barbe. Hadrien, Antonin le Pieux et Marc Aurèle sont ainsi les candidats les plus probables, bien que le premier soit vite écarté en raison de ses différences physionomiques avec les deux autres. Les pièces de monnaie ont été une grande aide à l'identification du buste ; l'empereur romain est une des rares figures antiques à apparaître très fréquemment sur les pièces impériales.
L'expression du visage du buste se retrouve sur des reliefs de l'arc de Marc Aurèle à Rome (construit en 176), comme sur les séries de pièces émises entre 170 et 180. Il est dès lors généralement accepté que le buste représenterait Marc Aurèle dans les dernières années de sa vie. Certaines différences avec les représentations connues de Marc Aurèle sont cependant à noter ; outre la coiffure différente, le haut de la tête est plus large et moins haut par rapport aux bustes et aux pièces de l'empereur philosophe. La date de réalisation se situerait donc entre 176 et 180, mais il n'est pas exclu que le buste soit une œuvre posthume ; une réalisation après la mort de Marc Aurèle expliquerait notamment la coupe de cheveux du buste,,.
Cette théorie ne fait cependant pas entièrement l'unanimité. En 1980, l'archéologue franco-belge Jean-Charles Balty propose une réinterprétation du buste, avançant qu'il représenterait l'empereur romain du IVe siècle apr. J.-C. Julien. La conclusion de Balty est particulièrement influencée par le regard de face de la statue et par sa coiffure. Hans Jucker, un archéologue classique suisse, répond à Balty une année plus tard en signalant que la « frontalité » de la statue s'explique par son utilisation en bout de hampe et que la coiffure du buste n'est finalement semblable à aucun portrait d'empereur romain connu, démontrant plutôt une fabrication locale qu'une erreur d'identification. Jucker a également précisé que Julien n'avait jamais été représenté avec des rides et que la façon de reproduire les yeux ne correspondait pas au style du IVe siècle.
Selon Anne de Pury-Gysel, certains commentateurs pensent que le buste a été faussement attribué à l'Antiquité ; une des hypothèse avancée parle du buste comme d'une œuvre médiévale,. Cette idée a probablement émergé du fait que, jusqu'en 1939, toutes les têtes en métaux précieux retrouvées datent du Moyen Âge. Une certaine ressemblance, notamment au niveau de l'expression du visage, avec le buste-reliquaire de saint Candide conservé à l'abbaye de Saint-Maurice, en Valais, donne un certain crédit à cette théorie, mais leur style très différent permet d'effacer tout doute possible ; les artistes antiques sont reconnus pour leurs portraits naturalistes, avec des rides et des cheveux plus réalistes, tandis que les portraits médiévaux sont généralement plus simples et plus portés sur le symbolisme.
Une nouvelle analyse de Michel Fuchs, parue en 2024, attribue le buste à l'empereur des Gaules Tétricus Ier . Cette réinterprétation est cohérente avec le lieu de la découverte et la date supposée de son enfouissement dans un égout, ainsi que convaincante sur le plan iconographique en comparant le buste (nez, chevelure) avec les témoins monétaires de Tétricus.

### Fonction et origine

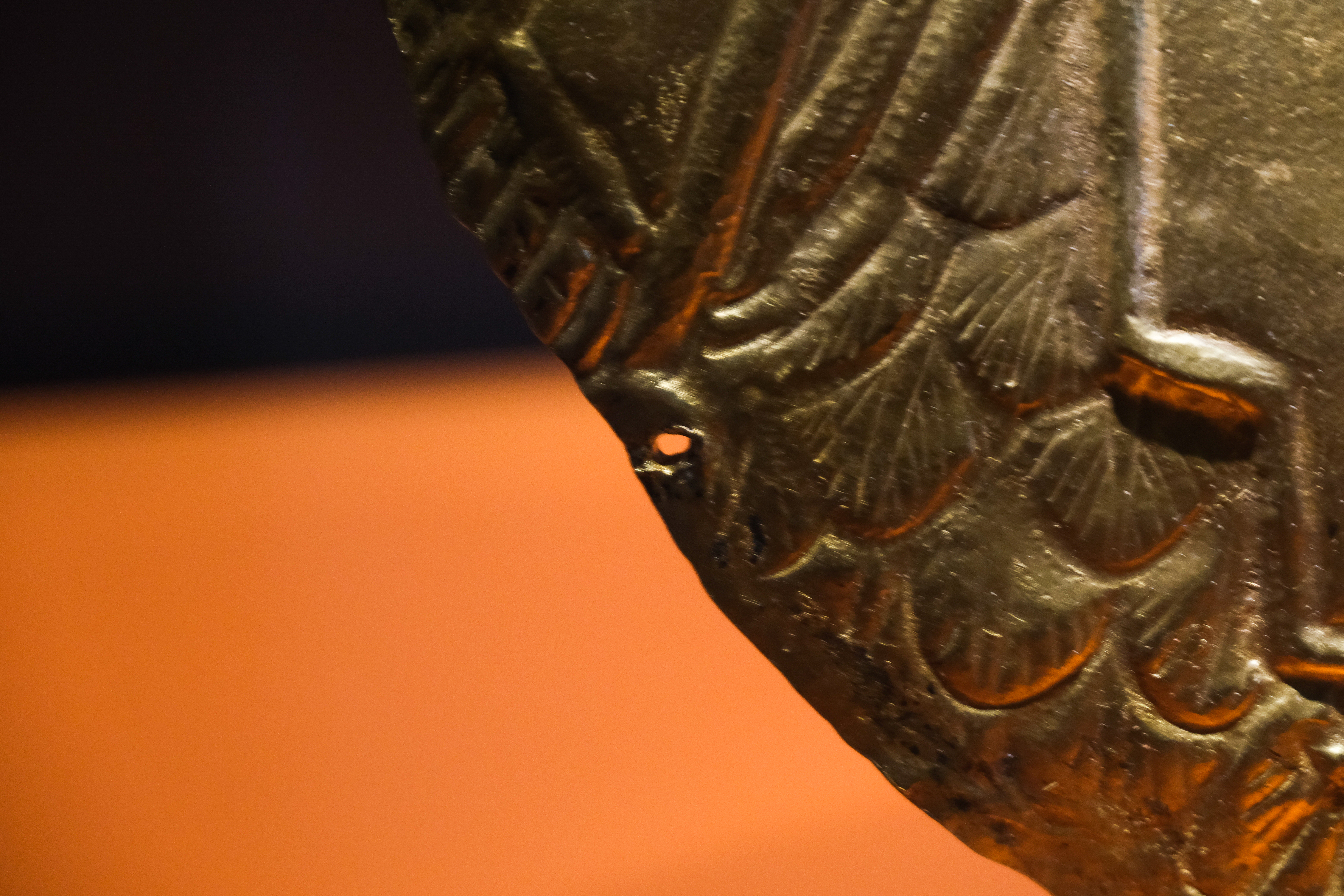
Trou de rivet sur la partie gauche du buste.

La fonction du buste ne peut être définie avec certitude. Puisqu'il ne peut pas tenir debout par lui-même, il est probable qu'il ait été utilisé monté sur une hampe. Trois rivets réalisés après la création de la statue — un à l'avant, les deux autres sur chaque épaule — laissent penser que la hampe était cachée par un tissu. Le contexte reste cependant flou ; un article de Lee Ann Ricardi, archéologue américaine, propose la fonction d'enseigne de guerre, mais Aventicum n'est pas connu en tant que ville militaire,. Autre piste probable : le buste aurait servi lors de célébrations, porté sur une hampe en tête de parade, de la manière représentée sur une peinture murale de la villa romaine de Meikirch, dans le canton de Berne,.
L'origine du buste est souvent considérée comme « provinciale », donc venant probablement d'Avenches ou de ses alentours. Les arguments en faveur de cette théorie sont sa coiffure, de style celtique, le fait que des sources d'or sont connues en Helvétie au IIe siècle apr. J.-C. et l'existence de deux orfèvres — un père et son fils — à Aventicum à cette même période, comme l'atteste une stèle funéraire du site,. Le buste est ainsi parfois stigmatisé pour cette origine, souvent synonyme de mauvaise qualité par opposition aux œuvres venant de Rome même. Le manque d'œuvres métalliques contemporaines ne permet cependant pas de déterminer avec certitude l'origine du buste.

## Réception

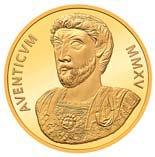
Pièce commémorative émise par Swissmint en 2015 pour les 2000 ans d'Avenches.

Parmi les différentes copies du buste, l'une est offerte à Benito Mussolini par le chef du Département de l'Instruction publique en 1941 pour le remercier de ses dons à la bibliothèque cantonale vaudoise. Ce cadeau est également mis au nom du Conseil d'État du canton de Vaud et du Conseil fédéral, pour « les services d'ordre économique que Mussolini [vient] de rendre à la Suisse ».
En 1944, l'ancien propriétaire de la parcelle du Cigognier réclame un dédommagement pour le buste en or à l'association Pro Aventico. Il appuie sa demande sur une servitude restée à son nom lors de la vente et amène l'affaire devant le tribunal administratif de l’État de Vaud. En appliquant le code civil suisse, le tribunal déclare le buste comme « objet d’intérêt public » et permet ainsi à celui-ci d'intégrer les collections de l'État.
Les découvertes archéologiques en métaux précieux de l'Antiquité sont rares, notamment car peu d'entre elles ont survécu au recyclage généralement réservé à ce type d'œuvres. Le buste en or de Marc Aurèle est le premier objet antique en or à avoir été trouvé, ce qui lui vaut l'appellation de « plus important objet romain jamais trouvé en Suisse » dans le journal 24 Heures,,. Il est suivi dès 1965 par la découverte, en Grèce, d'un buste en or 23 carats de Septime Sévère, et par divers objets, tels qu'une tête de statue romaine en or réutilisée dans la statue reliquaire de Sainte Foy à Conques,. Du haut de ses 33,5 centimètres, le buste de Marc Aurèle est également le plus grand parmi les bustes romains en or, dépassant de 5 centimètres celui de Septime Sévère et de plus de 20 centimètres les petits bustes en or de Licinius et Licinius II.
En 2015, Swissmint émet des pièces commémoratives pour les 2 000 ans d'Aventicum. Le buste en or de Marc Aurèle est choisi pour la face de ces pièces, d'une valeur nominale de 50 CHF.

#### Livres
- Anne de Pury-Gysel et Virginie Brodard, Marc Aurèle : l'incroyable découverte du buste en or à Avenches, Avenches, Association Pro Aventico, 2006, 108 p. (lire en ligne). .
- (de) Anne de Pury-Gysel, Die Goldbüste des Kaisers Septimius Severus, Bâle, LIBRUM Publishers & Editors, 2017, 183 p. (ISBN 978-3-9524542-6-8, lire en ligne). .

#### Articles
- Jean-Charles Balty, « Le prétendu Marc-Aurèle d'Avenches », Antike Kunst, no 12,‎ 1980, p. 57-63 (résumé).
- (en) Anne de Pury-Gysel, Eberhard H. Lehmann et Alessandra Giumlia-Mair, « The manufacturing process of the gold bust of Marcus Aurelius: evidence from neutron imaging », Journal of Roman Archaeology, no 29,‎ 2016 (résumé). .
- Michel Fuchs, « Coiffure celtique et Marc Aurèle d'Avenches », Archéologie Suisse : Bulletin d'Archéologie Suisse, no 27,‎ 2004, p. 8 (lire en ligne).
- Michel Fuchs, « Compte rendu de : Anne Hochuli-Gysel, Virginie Brodard, Marc Aurèle. L’incroyable découverte du buste en or à Avenches », Revue historique vaudoise, vol. 115,‎ 2007, p. 311-314 (lire en ligne). .
- Michel Fuchs, "Le buste d'Avenches représente Tétricus", Passé simple, Mensuel romand d'histoire et d'archéologie", n° 96, septembre 2024, pp. 2-10.
- (en) Lee Ann Riccardi, « Military standards, imagines, and the gold and silver imperial portraits from Aventicum, Plotinoupolis, and the Marengo treasure », Antike Kunst, vol. 45,‎ 2002, p. 86–100 (ISSN 0003-5688, résumé).
- Paul Schazmann, « Buste en or représentant l'empereur Marc-Aurèle trouvé à Avenches en 1939 », Revue suisse d’art et d’archéologie, no 2,‎ 1940, p. 69-93 (lire en ligne). .